# Echinomuricea pulchra
Echinomuricea pulchra är en korallart som beskrevs av Nutting 1910. Echinomuricea pulchra ingår i släktet Echinomuricea och familjen Plexauridae. Inga underarter finns listade i Catalogue of Life.